# Artur Ávila
Artur Ávila Cordeiro de Melo (Rio de Janeiro, 1979. június 29. –) brazil-francia matematikus. 2014-ben elnyerte a Fields-érmet. Szakterülete a dinamikus rendszerek és a spektrálelmélet.

## Élete
17 évesen aranyérmet nyert a Nemzetközi Matematikai Diákolimpián és ennek is köszönhetően ösztöndíjat kapott a Instituto Nacional de Matemática Pura e Aplicada-ba. Ez egy brazil matematikai kutatóintézet. Itt 21 évesen megszerezte a doktori fokozatát (PhD). Témavezetője Welington Celso de Melo volt. Disszertációjának címe: Bifurcations of Unimodal Maps. Később, mint kutató matematikus 2006-ban megkapta a Francia Nemzeti Tudományos Kutatási Központtól az intézet bronzérmét és a Salem-díjat is és Clay Research Fellow volt. 2008-ban megkapta az Európai Matematikai Társaság díját is és a Francia Természettudományi Akadémia Herbrand-díját is. A 2010-es Nemzetközi Matematikus Kongresszuson előadó volt. 2011-ben elnyerte a Michael Brin-díjat. 2012-ben a International Association of Mathematical Physics kitüntette az Early Career Award nevű díjával. 2014-ben érte el legnagyobb sikerét, amikor elnyerte a Fields-érmet.